# Estanislau da Silva
Estanislau da Conceição Aleixo Maria da Silva (ur. 4 sierpnia 1952 w Dili), polityk działacz niepodległościowy, premier Timoru Wschodniego od 19 maja do 8 sierpnia 2007.

## Życiorys
Da Silva jest członkiem Rewolucyjnego Frontu na rzecz Niepodległości Timoru Wschodniego (FRETILIN) od 1974. W czasach indonezyjskiej okupacji wyspy (1975–1999), zajmował się głównie działalnością dyplomatyczną. W tym okresie Da Silva przebywał w Portugalii (1975–1976, 1984–1985), Mozambiku (1976–1984) i w Australii (1985–1999). W 1999 powrócił do Timoru Wschodniego.
Po uzyskaniu przez wyspę niepodległości w 2002, Da Silva objął stanowisko ministra rolnictwa, leśnictwa i rybołówstwa. 10 lipca 2006 został ponadto mianowany pierwszym wicepremierem. 19 maja 2007 objął fotel szefa rządu po tym, jak José Ramos Horta został wybrany prezydentem kraju.

### Działalność polityczna
Da Silva był jednym ze współzałożycieli ruchu FRETILIN w 1974, organizacji dążącej do uzyskania niepodległości przez wschodnią część wyspy. Utworzył także jej oddział w Lizbonie.
Na początku lat 70. XX w. Da Silva wyjechał do Lizbony na studia inżynieryjne. W 1976 przerwał studia i wyjechał do Australii by móc wspierać ruch FRETILIN. Założył tam podziemne radio, które utrzymywało kontakt z bojownikami FRETILIN-u w Timorze Wschodnim. Spędził także sześć miesięcy w buszu na Terytorium Północnym. We wrześniu 1976 został aresztowany przez policję i po jednodniowym procesie wypuszczony.
W 1976 Da Silva wyjechał do Mozambiku, gdzie podjął studia na agronomiczne na Uniwersytecie im. Edurado Mondlane.
W 1985 ponownie wyjechał do Australii. Kontynuował studia z dziedziny agronomii na Uniwersytecie Sydney. Następnie pracował w Trangie Research Agricultural Centre, a w latach 1994–1997 w Australian Cotton Research Institute w Narrabri. Kontynuował również swoją działalność polityczną, przemawiając w debatach publicznych, organizując demonstracje niepodległościowe, gromadząc fundusze dla ruchu FRETILIN i prowadząc działalność lobbystyczną. W 1994 został oficjalnym przedstawicielem FRETILIN w Australii. Zaangażował się ponadto w pomoc osobom prześladowanym na wyspie i ich osiedlaniu się w Australii.
Da Silva powrócił do Timoru Wschodniego w 1999. Pracował dla Banku Światowego jako konsultant ds. rolnictwa, a następnie dla Azjatyckiego Banku Rozwoju. W maju 2002 został mianowany ministrem rolnictwa, leśnictwa i rybołówstwa. 19 maja 2007 objął stanowisko szefa rządu. Ustąpił z niego 8 sierpnia 2007, gdy w wyniku wygranych wyborów parlamentarnych nowym premierem został Xanana Gusmao.